# Ike Turner
Ike Turner, nome artístico de Izear Luster Turner, Jr. (Clarksdale, 5 de novembro de 1931 – San Marcos, 12 de dezembro de 2007), foi um músico instrumentista, cantor, compositor e produtor musical norte-americano. Um dos pioneiros do rock and roll dos anos 1950, ele é mais conhecido por seu trabalho nas décadas de 1960 e 1970 com sua então esposa Tina Turner como Ike & Tina Turner.

## Infância

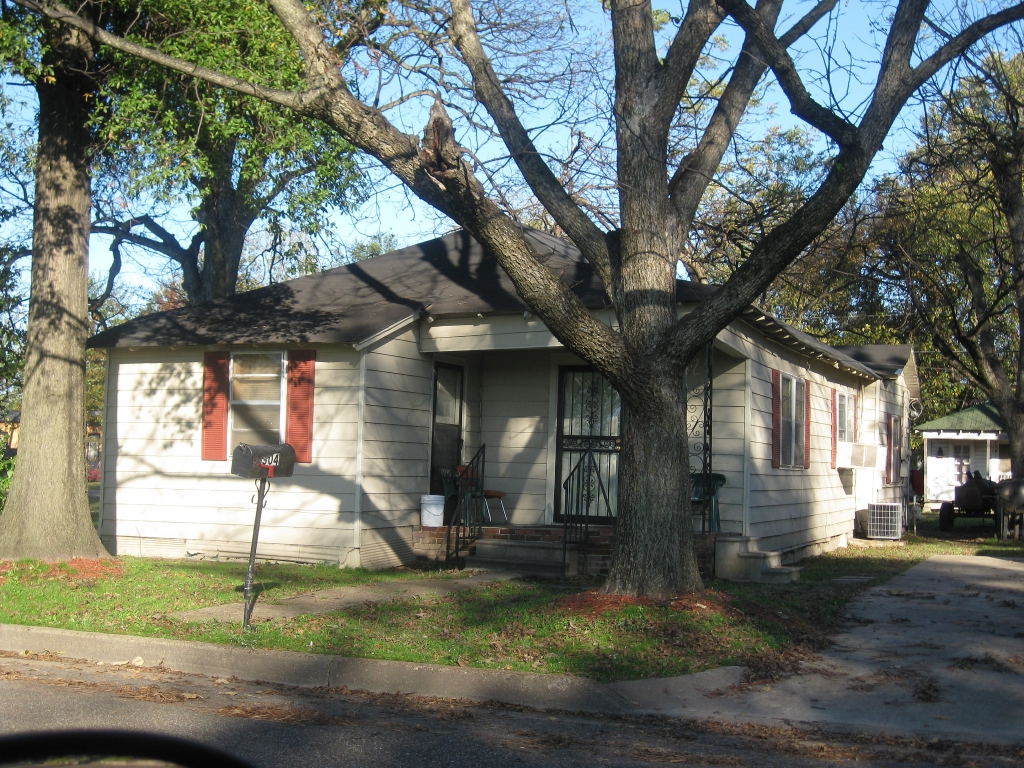
Ike Turner house at 304 Washington in Clarksdale, Mississippi

Turner nasceu em Clarksdale, Mississippi, em 5 de novembro de 1931. Sua mãe Beatrice Cushenberry era costureira e seu pai Izear Luster Turner era um ministro batista. Ele tinha uma irmã mais velha chamada Lee Ethel Knight. Quando criança, Turner testemunhou seu pai espancado e deixado como morto por uma multidão de brancos.
Turner disse que foi abusado sexualmente aos seis anos por uma senhora de meia-idade chamada Srta. Boozie. Passando por sua casa para ir à escola, ela o convidou para ajudar a alimentar suas galinhas e o levou para a cama. Embora isso tenha acontecido diariamente por algum tempo, ele disse que não ficou traumatizado com a experiência.
Turner largou a escola na oitava série e começou a trabalhar como ascensorista no Alcazar Hotel, no centro de Clarksdale. No intervalo, Turner viu o DJ John Friskillo tocar discos na rádio WROX, localizada no hotel. Logo, Turner recebeu uma oferta de trabalho do gerente da estação como DJ no turno da tarde.
Turner se inspirou a aprender piano depois de ouvir Pinetop Perkins tocar na casa de seu amigo Ernest Lane. Turner convenceu sua mãe a pagar aulas de piano, mas ele não seguiu o estilo formal de tocar. Em vez disso, ele aprendeu boogie-woogie com Perkins. Ele aprendeu sozinho a tocar guitarra tocando músicas antigas de blues.

## Carreira
Quando adolescente, Turner formou sua própria banda chamada Kings of Rhythm. Foi o primeiro a gravar a canção "Rocket 88" como "Jackie Brenston and his Delta Cats," (na verdade Ike Turner & The Kings of Rhythm - Jackie Brenston que assume os vocais nessa gravação era saxofonista dessa banda) em 1951, que é considerada a "primeira canção de rock and roll". A música foi regravada por Bill Haley e a introdução de piano executada por Ike serviu de inspiração para Little Richard em Good Golly Miss Molly. Rocket 88 é umas das primeiras músicas a usar distorção ou guitarra fuzz, causada por um acidente no estúdio.
No início dos anos 1950, Turner tornou-se um caçador de talentos da Sun Records e da Modern Records. Ele gravou artistas de blues como Howlin 'Wolf, Elmore James, Roscoe Gordon, Bobby "Blue" Bland, Little Junior Parker e Little Milton. Durante este período, Turner também trabalhou como músico de sessão. Ele tocou em muitos discos de blues importantes, incluindo os dois primeiros singles No.1 de B.B. King, "3 O'Clock Blues" e "You Know I Love You". Turner participa de "Double Trouble" de Otis Rush e do primeiro hit de Albert King "Don't Throw Your Love on Me So Strong."
Ao longo das décadas de 1960 e 1970, Ike formou com sua esposa Tina Turner a dupla Ike & Tina Turner, cujas apresentações, ao lado de sua banda, se notabilizaram pela enérgica e criativa mistura de soul, rock, rhythm and blues e outros estilos. 
Tina Turner desfez a dupla devido às repetidas agressões físicas a que Ike a submetia e pelo uso de drogas, principal causa da queda da carreira de Ike.
Após décadas de ostracismo, Turner lançou os premiados álbuns Here and Now (2001) e Risin 'With The Blues (2006). Ele ganhou um Grammy de Melhor Álbum de Blues Tradicional em 2007.

## Morte
Turner morreu em 12 de dezembro de 2007, aos 76 anos de idade, em sua casa em San Marcos, Califórnia, perto de San Diego. Ele foi encontrado por sua ex-esposa Ann Thomas. Little Richard foi convidado pela família para falar no funeral. Em 16 de janeiro de 2008, foi comunicado pelo Gabinete do Condado de San Diego Medical Examiner's que Turner morreu de overdose de cocaína. "A causa da morte de Ike Turner é a toxicidade da cocaína com outras aspetos importantes, tais como a doença cardiovascular, hipertensão e enfisema pulmonar", disse o investigador Paul Parker à CNN. Logo após o funeral, o corpo de Ike Turner foi cremado.

## Discografia

### Solo
- 1951: Rocket "88", gravado no estúdio de Sam Phillips em Memphis, Tennessee, em 3 ou 5 de março de 1951 (Ike Turner and his band, the Kings of Rhythm; com Jackie Brenston, saxofonista e cantor, creditado como compositor)
- 1969: Ike Turner & the Kings of Rhythm: A Black Man's Soul
- 1972: Ike Turner: Blues Roots (Label: United Artists)
- 1972: Ike Turner & the Family Vibes: Strange Fruit
- 1994: I'm Blue (Gong Gong Song REMAKE (CD de Ike Turner e Billy Rogers)
- 1996: My Blues Country
- 2001: Here and Now
- 2007: Rising with the Blues